# НОН
Нове омладинске новине (скраћено НОН) су биле часопис који је издавао Савез социјалистичке омладине Србије (ССОС).

## Уредници
- Зоран Миљатовић (1987)